# 폴리스 스토리
《폴리스 스토리》(영어: Police Story)는 골든 하베스트가 제작한 홍콩 영화로 성룡이 감독-주연하였다. 1985년에 만들어졌으나 폭력성이 심하다는 명목으로 대한민국에서는 상영금지되었다가 1988년에야 상영이 허가되면서 그 해 7월 23일에 개봉하였다. 성룡의 가장 대표적인 영화 중의 한편이다.

## 줄거리
홍콩 경찰청의 진가구 순경(성룡 분)은 마약왕인 주도 일당을 검거하는 작전에 투입되어 주도를 체포하는 데 성공하고 경찰의 영웅으로 떠오른다. 진가구는 서장에게 주도의 여비서이자 증인인 셀리나(임청하 분)를 보호하라는 임무를 받고 수행하지만 애인인 아미(장만옥 분)에게 오해를 받게 되고 셀리나마저도 그를 배신하고 도망간다. 결국 재판에서 충분한 증거를 제시하는 데 실패한 진가구는 징계를 받고 셀리나의 행방을 찾게 되는데...

## 배역
- 성룡 - 진가구
- 장만옥 - 아미
- 임청하 - 살리나
- 동표 - 표숙
- 임국웅 - 서장
- 탕진업 - 존
- 태보 - 사자춘
- 유지영 - 변호사
- 초원 - 주도

## 한국판 성우진

### SBS(1995년 9월 8일)
- 장세준 - 진가구(성룡)
- 문지현 - 아미(장만옥)
- 서혜정 - 셀리나(임청하)
- 황원 - 왕 반장(동표)
- 유민석 - 판사(장충)
- 김용식 - 구탐(초원)
- 순동운 - 구탐의 비서(조사리)
- 강구한 - 구탐의 변호사(유지영)
- 성창수 - 문경관(김흥현)
- 최병상 - 서장(임국웅)
- 황재경 - 여경(유아려)
- 문관일 - 독사(윤발)
- 서문석 - 진가구의 동료(화성)
- 홍승섭 - 형사(탕진업)
- 장호비 - 대니(풍극안)

### MBC(2004년 7월 17일)
- 홍시호 - 진가구(성룡)
- 박소라 - 아미(장만옥)
- 엄현정 - 셀리나(임청하)
- 김태훈 - 반장(동표)
- 최한 - 서장(임국웅)
- 이도련 - 판사(장충)
- 송준석 - 주도 변호사(유지영)
- 이병식 - 검사(소량)
- 박지훈 - 주도(추위안)
- 김호성 - 진가구의 동료(화성)
- 이철용 - 대니(풍극안) / 진가구의 친구(왕곤)
- 장성호 - 문경관(김흥현)
- 김용준 - 형사(탕진업) / 남성(여소전)
- 방성준 - 고요한(조사리)
- 정재헌 - 진가구의 동료(태보) / 주도의 부하(윤발)
- 이원찬 - 법원 직원(곽요량)
- 문남숙 - 방송 진행자(로민의)
- 박신희 - 여경(유아려)

## 시리즈
이 영화는 홍콩 뿐만 아니라 아시아의 각 지역에서 높은 인기를 끌었으며, 이로 인해 폴리스 스토리 시리즈는 1996년까지 계속 제작되었다.
- 폴리스 스토리(Police Story)(1985)
- 폴리스 스토리 2: 구룡의 눈(Police Story 2)(1988)
- 폴리스 스토리 3: 초급경찰(Police Story 3 : Supercop)(1992)
- 폴리스 스토리 4: 간단임무(Police Story 4 : First Strike)(1996)

시리즈 외의 관련 작품
- 초급계획(Project S)(1993)
- 중안조(Crime Story)(1994)
- 뉴 폴리스 스토리(New Police Story)(2004)
- 폴리스 스토리 2014(police story 2014) 2013

## 흥행 기록
홍콩에서 '폴리스 스토리'는 26,626,760 홍콩 달러의 흥행 수입을 기록하였다.